# CFC Hertha 06
Der CFC Hertha 06 (offiziell: Charlottenburger Fußball-Club Hertha 06 e. V.) war ein Berliner Sportverein aus dem Ortsteil Charlottenburg im Bezirk Charlottenburg-Wilmersdorf. Im Tischtennis spielte die Herrenmannschaft in der Bundesliga. Daneben gab es noch die Sparten Futsal, Fußball, Schach und Kegeln.

## Fußball
Der Club wurde am 5. März 1906 unter dem Namen Charlottenburger FC Vorwärts gegründet. Bereits im Juli 1906 nannte er sich in CFC Hertha 06 um.  Im Jahr 1920 schloss sich die Mannschaft des Charlottenburger SC Stern 1916 an. 1933 erfolgte auf Druck des NS-Regimes der Zusammenschluss mit dem FC Brandenburg 03 Berlin  zum FC Brandenburg-Hertha 06, der allerdings bereits ein Jahr später wieder gelöst werden konnte. Auf sportlicher Ebene agierte der CFC bis Ende des Zweiten Weltkrieges stets unterklassig.
| Saison  | Liga               | Platz |
| ------- | ------------------ | ----- |
| 1965/66 | Amateurliga Berlin | 10.   |
| 1966/67 | Amateurliga Berlin | 11.   |
| 1967/68 | Amateurliga Berlin | 11.   |
| 1968/69 | Amateurliga Berlin | 11.   |
| 1969/70 | Amateurliga Berlin | 17.   |

1945 wurde der Club aufgelöst und ging in der kommunalen SG Charlottenburg auf. Die sportlich erfolgreichste Zeit des 1949 als CFC Hertha 06 wieder entstandenen Clubs waren die sechziger Jahre. Zwischen 1965 und 1970 spielte der CFC für fünf Spielzeiten in der Amateurliga Berlin. Konnten die Charlottenburger die Liga mit überwiegend unteren Mittelfeldplätzen vier Jahre halten, stiegen sie 1970 als Tabellenletzter gemeinsam mit dem SC Union 06 Berlin und dem Spandauer BC wieder ab.
Im Anschluss versank der CFC wieder im unterklassigen Fußball West-Berlins bis in die Kreisliga B. Ab 2004 folgten mehrere Aufstiege. 2008 gelang der Aufstieg in die Landesliga, 2014 der Aufstieg in die Berlin-Liga und im Jahr darauf als Zweitplatzierter der direkte Durchmarsch in die Oberliga Nordost. In der ewigen Tabelle der Berlin-Liga belegt man den 66. Platz.
Am 21. Dezember 2023 stellte der Verein beim Amtsgericht Charlottenburg einen Antrag auf Eröffnung eines Insolvenzverfahrens, der mangels Masse abgewiesen wurde. Der Verein war in der Folge zahlungsunfähig und wurde liquidiert. Am 4. Februar 2024 gewann der CFC Hertha 06 nach 117-jährigem Bestehen sein letztes Pflichtspiel gegen den Stadtkonkurrenten Sparta Lichtenberg mit 2:1 auf der heimischen Hans-Rosenthal-Sportanlage. Mitte Februar 2024 gab der BFV bekannt, dass der CFC Hertha 06 infolge seiner Auflösung kein Mitglied im Fußballverband mehr ist. Aufgrund dessen schloss wenig später auch der NOFV die erste Mannschaft der Herthaner vom Spielbetrieb der Oberliga Nordost aus.

### Antisemitismus-Vorwürfe
Im Frühjahr 2023 geriet der CFC deutschlandweit in die Schlagzeilen, nachdem im November 2022 bei einem Spiel gegen Makkabi Berlin gegnerische Spieler von A-Jugend-Spielern des CFC antisemitisch beleidigt und attackiert wurden. Hierbei wurde auch der Hitlergruß gezeigt. Der Verein sowie dessen Vizepräsident Ergün Çakir relativierten das Verhalten ihrer Spieler im Nachgang. Die Spieler und Angehörigen von Makkabi wurden beschuldigt, mit einer Israel-Fahne und der Begrüßung Shalom die Eskalation provoziert zu haben.
Der seinerzeit 51-jährige Bauunternehmer Çakir, dessen Sohn in den Vorfall verwickelt war, sorgte insbesondere mit der Aussage für Aufregung: „Da gibt es keinen, mit dem man sich hinsetzen und reden kann, sondern die sagen von vornherein: Wir sind Juden, wir haben das Recht, wir können alles machen, was wir wollen. Mein Sohn wird in seinem kompletten Leben die Juden hassen.“
Zwei Hertha-Spieler wurden für jeweils zwei Jahre für den Spielbetrieb des BFV gesperrt. Der Verein musste 1.500 Euro Strafe zahlen und erhielt drei Punkte Abzug. Die Sportstadträtin von Charlottenburg-Wilmersdorf, Heike Schmitt-Schmelz, kündigte Konsequenzen für den CFC bei der Sportförderung und der Nutzung von Sportplätzen an. Diese wurden ab Juni 2023 umgesetzt, z. B. durch den Austausch von Schlössern auf dem Sportgelände. Ergün Çakir wurde zudem vom Berliner Fußball-Verband für zwei Jahre als Sportfunktionär gesperrt. Der Präsident des Gesamt-Vereins, der 79-jährige Karl-Heinz Wagener, sah durch die Maßnahmen die Existenz des Vereins gefährdet. Handlungsbedarf gegen Antisemitismus im Verein erkannte er nicht.

### Statistik 1990 bis 2024
| Saison    | Liga (Spielklasse)           | Platz | Sp | S  | U  | N  | Tore   | +/-  | Punkte | Pokal (Berlin) | Bemerkungen |
| --------- | ---------------------------- | ----- | -- | -- | -- | -- | ------ | ---- | ------ | -------------- | --- |
| 1990/91   | Kreisliga A Staffel 2 (IX)   | 08/16 | 30 | 12 | 05 | 13 | 51:61  | −10  | 29:31  | 2. Runde       | |
| 1991/92   | Kreisliga A Staffel 3 (IX)   | 05/16 | 30 | 16 | 08 | 06 | 92:40  | +52  | 40:20  | 4. Runde       | |
| 1992/93   | Kreisliga A Staffel 4 (IX)   | 01/16 | 30 | 22 | 07 | 01 | 63:25  | +38  | 51:9   | 3. Runde       | Aufstieg |
| 1993/94   | Landesliga Staffel 2 (VIII)  | 05/17 | 32 | 17 | 04 | 11 | 74:59  | +15  | 38:26  | 1. Runde       | |
| 1994/95   | Landesliga Staffel 2 (VIII)  | 07/16 | 30 | 11 | 07 | 12 | 53:52  | +1   | 29:31  | 1. Runde       | |
| 1995/96   | Landesliga Staffel 2 (VIII)  | 13/16 | 30 | 11 | 04 | 15 | 62:66  | −4   | 37     | 2. Runde       | |
| 1996/97   | Landesliga Staffel 1 (VIII)  | 09/16 | 30 | 13 | 03 | 14 | 47:64  | −17  | 42     | 3. Runde       | |
| 1997/98   | Landesliga Staffel 2 (VIII)  | 14/16 | 30 | 10 | 06 | 14 | 48:63  | −15  | 36     | 3. Runde       | |
| 1998/99   | Landesliga Staffel 1 (VIII)  | 13/16 | 30 | 07 | 06 | 17 | 46:79  | −33  | 27     | 2. Runde       | |
| 1999/2000 | Landesliga Staffel 1 (VIII)  | 16/16 | 30 | 01 | 04 | 25 | 33:157 | −124 | 7      | 2. Runde       | Abstieg |
| 2000/01   | Bezirksliga Staffel 3 (IX)   | 16/16 | 30 | 02 | 03 | 25 | 39:132 | −93  | 9      |                | Abstieg |
| 2001/02   | Kreisliga A Staffel 2 (X)    | 14/16 | 30 | 05 | 03 | 17 | 40:70  | −30  | 18     |                | Abstieg |
| 2002/03   | Kreisliga B Staffel 2 (XI)   | 04/16 | 30 | 19 | 04 | 07 | 83:60  | +23  | 61     | 1. Runde       | |
| 2003/04   | Kreisliga B Staffel 1 (XI)   | 01/16 | 30 | 20 | 06 | 04 | 87:42  | +45  | 66     | 1. Runde       | Aufstieg |
| 2004/05   | Kreisliga A Staffel 1 (X)    | 02/16 | 30 | 18 | 05 | 07 | 99:64  | +35  | 59     | 2. Runde       | Aufstieg |
| 2005/06   | Bezirksliga Staffel 3 (IX)   | 05/16 | 30 | 15 | 07 | 08 | 84:60  | +24  | 52     | 2. Runde       | |
| 2006/07   | Bezirksliga Staffel 2 (IX)   | 10/17 | 32 | 13 | 05 | 14 | 76:67  | +9   | 44     | Halbfinale     | |
| 2007/08   | Bezirksliga Staffel 3 (IX)   | 01/16 | 30 | 26 | 03 | 01 | 112:38 | +74  | 81     | 2. Runde       | Aufstieg |
| 2008/09   | Landesliga Staffel 2 (VIII)  | 06/16 | 30 | 14 | 07 | 09 | 69:50  | +19  | 49     | 3. Runde       | |
| 2009/10   | Landesliga Staffel 1 (VII)   | 10/16 | 30 | 11 | 04 | 15 | 56:79  | −23  | 37     | 2. Runde       | |
| 2010/11   | Landesliga Staffel 2 (VII)   | 15/16 | 30 | 05 | 03 | 23 | 40:84  | −44  | 18     | 2. Runde       | Abstieg |
| 2011/12   | Bezirksliga Staffel 2 (VIII) | 02/16 | 30 | 18 | 03 | 09 | 81:56  | +25  | 57     | 2. Runde       | Aufstieg |
| 2012/13   | Landesliga Staffel 1 (VII)   | 04/16 | 30 | 20 | 03 | 07 | 94:37  | +57  | 63     | Viertelfinale  | |
| 2013/14   | Landesliga Staffel 2 (VII)   | 01/16 | 30 | 23 | 03 | 04 | 86:29  | +57  | 72     | Viertelfinale  | Aufstieg |
| 2014/15   | Berlin-Liga (VI)             | 02/16 | 34 | 22 | 05 | 07 | 87:37  | +50  | 71     | Viertelfinale  | Aufstieg |
| 2015/16   | Oberliga Nordost (V)         | 11/16 | 30 | 10 | 07 | 13 | 45:49  | −4   | 37     | 3. Runde       | |
| 2016/17   | Oberliga Nordost (V)         | 12/16 | 30 | 08 | 09 | 13 | 48:76  | −28  | 33     | 3. Runde       | |
| 2017/18   | Oberliga Nordost (V)         | 13/17 | 32 | 09 | 05 | 18 | 44:64  | −20  | 32     | Achtelfinale   | |
| 2018/19   | Oberliga Nordost (V)         | 11/16 | 30 | 12 | 01 | 17 | 45:67  | −22  | 37     | 1. Runde       | |
| 2019/20   | Oberliga Nordost (V)         | 14/16 | 19 | 04 | 04 | 11 | 18:43  | −25  | 16     | Achtelfinale   | Saison aufgrund der COVID-19-Pandemie vorzeitig abgebrochen; Endplatzierungen anhand der Quotientenregelung ermittelt |
| 2020/21   | Oberliga Nordost (V)         | 14/17 | 09 | 03 | 0  | 06 | 12:25  | −13  | 9      | 2. Runde       | Saison aufgrund der COVID-19-Pandemie vorzeitig abgebrochen; Endplatzierungen anhand der Quotientenregelung ermittelt |
| 2021/22   | Oberliga Nordost (V)         | 03/19 | 32 | 19 | 06 | 07 | 58:36  | +22  | 63     | Halbfinale     | |
| 2022/23   | Oberliga Nordost (V)         | 06/18 | 34 | 14 | 07 | 13 | 48:44  | 0+4  | 49     | Viertelfinale  | |
| 2023/24   | Oberliga Nordost (V)         | 16/16 | 0  | 0  | 0  | 0  | 0:0    | 0    | 0      | 1. Runde       | Verein in der laufenden Saison aufgelöst                                                                              |

### Nachfolgeverein CFC Berlin
| Saison  | Liga        | Klasse |  | Platz         | Pokal         |
| ------- | ----------- | ------ |  | ------------- | ------------- |
| 2024/25 | Kreisliga C | XI     |  | zurückgezogen | Qualifikation |
| 2025/26 | Kreisliga C | XI     |  |               | Qualifikation |

Bereits im März 2024 gründeten frühere Funktionäre einen Nachfolgeverein unter dem Namen Charlottenburger FC Berlin, der seinen Fokus zunächst auf den Jugendfußball richten sollte. Das Ziel sei, sich von den Altlasten des CFC Hertha 06 zu befreien, weshalb auch neue Vereinsfarben gewählt wurden. Zur Saison 2024/25 ging u. a. eine 1. Männer-Mannschaft in den Spielbetrieb, wurde im Laufe der Saison jedoch wieder zurückgezogen.

## Tischtennis
1993 erreichte die Herrenmannschaft des CFC Hertha 06 die Tischtennis-Bundesliga, nachdem davor siebenmal in acht Jahren der Aufstieg, beginnend in der Kreisliga, gelang. und verpflichtete den Schweden Jörgen Persson für die Saison 1993/94. Am Ende ihrer ersten Bundesliga-Saison wurde das Team zwar Letzter, konnte aber wegen des Rückzuges der Spvg Steinhagen in der Klasse bleiben.
1994 gründete die Tischtennisabteilung einen eigenen Verein Super Donic Berlin und verstärkte die Mannschaft um Steffen Fetzner, Torben Wosik und Colum Slevin. Trainer war Stellan Bengtsson, Präsident Herbert Hartmann, Geschäftsführer des Hauptsponsors. In der Saison 1994/95 erreichte man Platz 5, im europäischen ETTU Cup gelangte man ins Endspiel. Da der Hauptsponsor Neue Zeit, herausgegeben von der DZV Deutscher Zeitungsverlag GmbH, einem Tochterunternehmen der FAZ, seinen Betrieb einstellte und somit als Geldgeber ausfiel, zog Thomas Friese die Mannschaft 1995 aus der Bundesliga zurück. Alle Spitzenspieler verließen den Verein. Nach mehreren Jahren in der Oberliga und der Verbandsoberliga spielten die Herren des CFC Hertha 06 in der Saison 2017/18 in der Berliner Verbandsliga (7. Liga). Dort wurde das Team nach drei kampflos abgegebenen Spielen allerdings gestrichen. Nach Ablauf dieser Saison verließen alle Spieler den Verein und wechselten in andere Mannschaften. Danach verfügte der CFC Hertha 06 über keine Herren-Teams mehr.
Sportlicher Leiter war ab 1985 Thomas Friese.

## Schach
Im Jahr 1950 wurde auf Betreiben einiger Fußballer vom CFC Hertha 06 eine Schachabteilung ins Leben gerufen. Gründungsmitglieder waren Karl Lehmann, Willi Zeitler, Alfred Maserath, Hans Horn, W. T. und Franz Ost, Ernst Krause und Kurt Moldenhauer. Schon ab 1951 nahm die Schachabteilung an den damals noch Gesamtberliner Mannschaftsmeisterschaften teil und stieg 1959 und 1961 in die Stadtklasse auf, damals die höchste Liga in Berlin. Zwar stieg der Verein jedes Mal gleich wieder ab, gehört aber seitdem mit mehreren Mannschaften in unterschiedlichen Ligen zu den regelmäßigen Teilnehmern an den Berliner Mannschaftsmeisterschaften. In die fünfziger Jahre fiel auch die Mitgliedschaft eines der stärksten Spieler, Richard Steinmetz, dem es in einer Simultanveranstaltung sogar gelang, dem Ex-Weltmeister Max Euwe eine Niederlage zuzufügen. Ihm zu Ehren wurde jedes Jahr ein vereinsinternes Turnier um den Richard-Steinmetz-Pokal ausgetragen.
In den achtziger Jahren war der bekannteste Spieler der mehrfache Vereinsmeister Paul Roesner, der zwischen 1988 und 1991 dreimal Seniorenmeister in Berlin wurde und vorher schon mit einem anderen Verein die Deutsche Mannschaftsmeisterschaft gewonnen hatte. Bis zu seinem Tod im Jahre 1996 spielte er bei Hertha 06. 2002 und 2005 gelang wieder ein Aufstieg in die Stadtliga, die gegenwärtig zweithöchste Liga in Berlin. Hier hielt sich die Mannschaft bis zum Jahr 2016. Die Schachabteilung löste sich im Jahr 2016 auf einer außerordentlichen Mitgliederversammlung auf.
Die Mehrheit der aktiven Spieler schloss sich der Berliner Schachgesellschaft 1827 Eckbauer an.

## Bekannte Personen
- Sezer Badur (* 1984), Fußballspieler
- Stellan Bengtsson (* 1952), Tischtennisspieler & Trainer
- Abdulkadir Beyazit (* 1996), Fußballspieler
- George Boateng (* 1982), Fußballspieler
- Dietmar Demuth (* 1955), Fußballtrainer
- Stefan Dryszel (* 1958), Tischtennisspieler
- Steffen Fetzner (* 1968), Tischtennisspieler
- Holger Gehrke (* 1960), Fußballspieler
- Ayhan Gezen (* 1972), Fußballspieler
- Rubic Ghasemi-Nobakht (* 1987), Fußballspieler
- Sebastian Ghasemi-Nobakht (* 1985), Fußballspieler
- Heikko Glöde (* 1961), Fußballspieler
- Kemal Halat (* 1971), Fußballspieler & Trainer
- Helmut Jahn, (1917–1986), Fußballspieler
- Reda Khadra (* 2001), Fußballspieler
- Kevin Kruschke (* 1991), Fußballspieler
- Heinz Lucas (1920–2016), Fußballspieler & Trainer
- Solomon Okoronkwo (* 1987), Fußballspieler
- Jörgen Persson (* 1966), Tischtennisspieler
- Jérôme Polenz (* 1986), Fußballspieler
- Munier Raychouni (* 1986), Fußballspieler
- Michael Schmidt (* 1962), Fußballspieler
- Christian Siemund (* 1985), Fußballspieler
- Mohamed Sydney Sylla (* 1996), Fußballspieler
- Bernhard Thiel (* 1953), Tischtennisspieler
- Torben Wosik (* 1973), Tischtennisspieler